# 135
Het jaar 135 is het 35e jaar in de 2e eeuw volgens de christelijke jaartelling.

## Gebeurtenissen

### Italië
- Keizer Hadrianus geeft opdracht voor de bouw van de Engelenburcht (Castel Sant' Angelo), een reusachtig mausoleum van Hadrianus.

### Palestina
- Einde van de Bar Kochba-opstand: Jeruzalem wordt door de Romeinen verwoest. Sextus Julius Severus onderdrukt de Joodse opstand, Sjimon bar Kochba zoekt zijn toevlucht in het grottencomplex van Betar en sneuvelt tijdens de belegering.
- Hadrianus verandert de naam Judea in Syrisch Palestina, hij laat de religieuze boekrollen op de Tempelberg verbranden. Joodse overlevenden vestigen zich in andere landen (de "omzwerving" of diaspora).

### China
- Keizer Han Shundi stuurt een Chinees expeditieleger naar het Tarimbekken om de Zijderoute te beschermen en verdrijft de Kushan naar Pesjawar (Noord-Pakistan).

## Overleden
- Sjimon bar Kochba, Joods verzetsleider